# Witkeelspecht
De witkeelspecht (Piculus leucolaemus) is een vogel uit de familie Picidae (spechten).

## Verspreiding en leefgebied
Deze soort komt voor in het westelijk Amazonebekken van zuidelijk Colombia tot oostelijk Ecuador, zuidoostelijk Peru, noordelijk Bolivia en westelijk Brazilië.